# Équipe d'Algérie de futsal FIFA
Maillots
L'équipe d'Algérie de futsal est l'équipe nationale qui représente l'Algérie dans les compétitions internationales masculines de futsal, sous l'égide de la Fédération algérienne de football (FAF).

## Histoire

### Débuts épisodiques
L’équipe nationale algérienne de futsal est créée pour participer à la Coupe du monde de 1989 et est constituée de footballeurs ou jeunes retraités des terrains en herbe. Dans un groupe A avec les Pays-Bas, le Paraguay et le Danemark, l'Algérie concède trois défaites et échoue à la dernière place du tableau.
Ce n'est qu'en 1998 qu'une équipe algérienne de futsal fait une nouvelle apparition internationale. La sélection participe ensuite aux Jeux méditerranéens début des années 2000. Après quoi, il y a eu une autre pause jusqu'en 2005.
En janvier 2007, l'équipe nationale algérienne de futsal prend part au championnat arabe des nations à Tripoli (Libye).
L'équipe nationale participe de nouveau à des tournois en 2010, le championnat de futsal de l'Union nord-africaine de football et la coupe méditerranéenne de futsal. L'Algérie s'incline notamment 7-0 contre le Maroc pour leur premier match.

### Renouveau (depuis 2019)
À l'été 2019, sous l'égide de la Fédération algérienne de football, trois stages de détections sont organisés en France, à Sedan en août, puis en Algérie pour constituer en urgence la sélection algérienne de futsal pour les éliminatoires de la CAN 2020 contre la Libye. Lors du match aller, les «Verts» s'inclinent 2-5 à la Coupole du Complexe olympique Mohamed-Boudiaf à Alger. Au retour au Caire, l'Algérie mène de trois buts à la mi-temps (1-4) mais finit par s'incliner (7-4).
Pour sa cinquième participation au Championnat arabe de futsal, fin juin 2022 à Dammam (Arabie saoudite), l’équipe nationale de futsal fait office de petit poucet dans ce tournoi,. L’équipe nationale algérienne s’incline contre l’Irak (2-3) lors de son premier match de l’Arab Fustal Cup. Pour leur première compétition internationale, les Algériens subissent une nouvelle défaite face à l’Égypte (2-0), synonyme d’élimination dès la phase de groupe.

## Palmarès

### Bilan par compétition

#### Coupe du monde
| Apparitions : 1 | Apparitions : 1  | Apparitions : 1  | Apparitions : 1  | Apparitions : 1  | Apparitions : 1  | Apparitions : 1  | Apparitions : 1  | Apparitions : 1  |
| Année           | Tour             | M                | V                | N                | D                | Bp               | Bc               |                  |
| --------------- | ---------------- | ---------------- | ---------------- | ---------------- | ---------------- | ---------------- | ---------------- | ---------------- |
| 1989            | 1er tour         | 3                | 0                | 0                | 3                | 5                | 17               |                  |
| 1992            | Ne participe pas | Ne participe pas | Ne participe pas | Ne participe pas | Ne participe pas | Ne participe pas | Ne participe pas | Ne participe pas |
| 1996            | Ne participe pas | Ne participe pas | Ne participe pas | Ne participe pas | Ne participe pas | Ne participe pas | Ne participe pas | Ne participe pas |
| 2000            | Ne participe pas | Ne participe pas | Ne participe pas | Ne participe pas | Ne participe pas | Ne participe pas | Ne participe pas | Ne participe pas |
| 2004            | Ne participe pas | Ne participe pas | Ne participe pas | Ne participe pas | Ne participe pas | Ne participe pas | Ne participe pas | Ne participe pas |
| 2008            | Ne participe pas | Ne participe pas | Ne participe pas | Ne participe pas | Ne participe pas | Ne participe pas | Ne participe pas | Ne participe pas |
| 2012            | Ne participe pas | Ne participe pas | Ne participe pas | Ne participe pas | Ne participe pas | Ne participe pas | Ne participe pas | Ne participe pas |
| 2016            | Ne participe pas | Ne participe pas | Ne participe pas | Ne participe pas | Ne participe pas | Ne participe pas | Ne participe pas | Ne participe pas |
| 2020            | Non qualifié     | Non qualifié     | Non qualifié     | Non qualifié     | Non qualifié     | Non qualifié     | Non qualifié     | Non qualifié     |
| 2024            | Non qualifié     | Non qualifié     | Non qualifié     | Non qualifié     | Non qualifié     | Non qualifié     | Non qualifié     | Non qualifié     |
| Total           | 1/9              | 3                | 0                | 0                | 0                | 5                | 17               |                  |

#### Coupe d'Afrique des nations
| Apparitions : 0 | Apparitions : 0  | Apparitions : 0  | Apparitions : 0  | Apparitions : 0  | Apparitions : 0  | Apparitions : 0  | Apparitions : 0  | Apparitions : 0  |
| Année           | Tour             | M                | V                | N                | D                | Bp               | Bc               |                  |
| --------------- | ---------------- | ---------------- | ---------------- | ---------------- | ---------------- | ---------------- | ---------------- | ---------------- |
| 1996            | Ne participe pas | Ne participe pas | Ne participe pas | Ne participe pas | Ne participe pas | Ne participe pas | Ne participe pas | Ne participe pas |
| 2000            | Ne participe pas | Ne participe pas | Ne participe pas | Ne participe pas | Ne participe pas | Ne participe pas | Ne participe pas | Ne participe pas |
| 2004            | Ne participe pas | Ne participe pas | Ne participe pas | Ne participe pas | Ne participe pas | Ne participe pas | Ne participe pas | Ne participe pas |
| 2008            | Ne participe pas | Ne participe pas | Ne participe pas | Ne participe pas | Ne participe pas | Ne participe pas | Ne participe pas | Ne participe pas |
| 2011            | Ne participe pas | Ne participe pas | Ne participe pas | Ne participe pas | Ne participe pas | Ne participe pas | Ne participe pas | Ne participe pas |
| 2016            | Ne participe pas | Ne participe pas | Ne participe pas | Ne participe pas | Ne participe pas | Ne participe pas | Ne participe pas | Ne participe pas |
| 2020            | Non qualifié     | Non qualifié     | Non qualifié     | Non qualifié     | Non qualifié     | Non qualifié     | Non qualifié     | Non qualifié     |
| 2024            | Non qualifié     | Non qualifié     | Non qualifié     | Non qualifié     | Non qualifié     | Non qualifié     | Non qualifié     | Non qualifié     |
| Total           | 0/7              |                  |                  |                  |                  |                  |                  |                  |

#### Coupe nord-africaine
| Apparitions : 1 | Apparitions : 1  | Apparitions : 1  | Apparitions : 1  | Apparitions : 1  | Apparitions : 1  | Apparitions : 1  | Apparitions : 1  | Apparitions : 1  |
| Année           | Tour             | M                | V                | N                | D                | Bp               | Bc               |                  |
| --------------- | ---------------- | ---------------- | ---------------- | ---------------- | ---------------- | ---------------- | ---------------- | ---------------- |
| 2005            | Ne participe pas | Ne participe pas | Ne participe pas | Ne participe pas | Ne participe pas | Ne participe pas | Ne participe pas | Ne participe pas |
| 2009            | Ne participe pas | Ne participe pas | Ne participe pas | Ne participe pas | Ne participe pas | Ne participe pas | Ne participe pas | Ne participe pas |
| 2010            | 5e place         | 4                | 0                | 0                | 4                | 5                | 34               |                  |
| Total           | 1/3              | 4                | 0                | 0                | 4                | 5                | 34               |                  |

#### Championnat arabe
| Apparitions : 4 | Apparitions : 4 | Apparitions : 4 | Apparitions : 4 | Apparitions : 4 | Apparitions : 4 | Apparitions : 4 | Apparitions : 4 | Apparitions : 4 |
| Année           | Tour            | M               | V               | N               | D               | Bp              | Bc              |                 |
| --------------- | --------------- | --------------- | --------------- | --------------- | --------------- | --------------- | --------------- | --------------- |
| 1998            | 1er tour        | 3               | 0               | 0               | 3               | 12              | 32              |                 |
| 2005            | 1er tour        | 3               | 0               | 0               | 3               | 6               | 14              |                 |
| 2007            | 5e place        | 5               | 1               | 1               | 3               | 11              | 17              |                 |
| 2008            | 1er tour        | 4               | 1               | 0               | 3               | 20              | 25              |                 |
| 2021            |                 |                 |                 |                 |                 |                 |                 |                 |
| 2022            | 1er tour        | 2               | 0               | 0               | 2               | 2               | 5               |                 |
| 2023            | Demi finales    | 5               | 2               | 2               | 1               | 13              | 11              |                 |
| Total           | 6/7             | 22              | 4               | 3               | 15              | 64              | 104             |                 |

### Liste des matchs entre 1989 et 2010
| Listes des 30 premiers matchs de l'équipe d'Algérie de futsal | Listes des 30 premiers matchs de l'équipe d'Algérie de futsal | Listes des 30 premiers matchs de l'équipe d'Algérie de futsal | Listes des 30 premiers matchs de l'équipe d'Algérie de futsal | Listes des 30 premiers matchs de l'équipe d'Algérie de futsal | Listes des 30 premiers matchs de l'équipe d'Algérie de futsal |
| #                                                             | Date                                                          | Score                                                         | Adversaire                                                    | Lieu                                                          | Compétition                                                   |
| ------------------------------------------------------------- | ------------------------------------------------------------- | ------------------------------------------------------------- | ------------------------------------------------------------- | ------------------------------------------------------------- | ------------------------------------------------------------- |
| 01                                                            | 5 janvier 1989                                                | 0 - 5                                                         | Paraguay                                                      | Rotterdam                                                     | Coupe du monde FIFA 1989                                      |
| 02                                                            | 7 janvier 1989                                                | 1 - 4                                                         | Pays-Bas                                                      | Rotterdam                                                     | Coupe du monde FIFA 1989                                      |
| 03                                                            | 8 janvier 1989                                                | 4 - 8                                                         | Danemark                                                      | Rotterdam                                                     | Coupe du monde FIFA 1989                                      |
| 04                                                            | 6 décembre 1998                                               | 6 - 15                                                        | Jordanie                                                      | Le Caire                                                      | Championnat arabe des nations 1998                            |
| 05                                                            | 7 décembre 1998                                               | 2 - 8                                                         | Maroc                                                         | Le Caire                                                      | Championnat arabe des nations 1998                            |
| 06                                                            | 8 décembre 1998                                               | 4 - 11                                                        | Libye                                                         | Le Caire                                                      | Championnat arabe des nations 1998                            |
| 07                                                            | 19 juillet 2005                                               | 3 - 4                                                         | Irak                                                          | Le Caire                                                      | Championnat arabe des nations 2005                            |
| 08                                                            | 20 juillet 2005                                               | 1 - 6                                                         | Maroc                                                         | Le Caire                                                      | Championnat arabe des nations 2005                            |
| 09                                                            | 21 juillet 2005                                               | 2 - 4                                                         | Libye                                                         | Le Caire                                                      | Championnat arabe des nations 2005                            |
| 10                                                            | 26 octobre 2006                                               | 0 - 5                                                         | Libye                                                         | Misrata                                                       | Match amical                                                  |
| 11                                                            | 27 octobre 2006                                               | 3 - 5                                                         | Libye                                                         | Misrata                                                       | Match amical                                                  |
| 12                                                            | 11 janvier 2007                                               | 3 - 7                                                         | Liban                                                         | Tripoli                                                       | Championnat arabe des nations 2007                            |
| 13                                                            | 12 janvier 2007                                               | 0 - 1                                                         | Maroc                                                         | Tripoli                                                       | Championnat arabe des nations 2007                            |
| 14                                                            | 14 janvier 2007                                               | 2 - 4                                                         | Égypte                                                        | Tripoli                                                       | Championnat arabe des nations 2007                            |
| 15                                                            | 18 janvier 2007                                               | 2 - 2                                                         | Libye                                                         | Tripoli                                                       | Championnat arabe des nations 2007                            |
| 16                                                            | 20 janvier 2007                                               | 4 - 3                                                         | Tunisie                                                       | Tripoli                                                       | Championnat arabe des nations 2007                            |
| 17                                                            | 23 décembre 2008                                              | 10 - 1                                                        | Yémen                                                         | Port-Saïd                                                     | Championnat arabe des nations 2008                            |
| 18                                                            | 25 décembre 2008                                              | 2 - 5                                                         | Irak                                                          | Port-Saïd                                                     | Championnat arabe des nations 2008                            |
| 19                                                            | 26 décembre 2008                                              | 3 - 5                                                         | Liban                                                         | Port-Saïd                                                     | Championnat arabe des nations 2008                            |
| 20                                                            | 27 décembre 2008                                              | 4 - 14                                                        | Libye                                                         | Port-Saïd                                                     | Championnat arabe des nations 2008                            |
| 21                                                            | 21 septembre 2010                                             | 0 - 7                                                         | Maroc                                                         | Misrata                                                       | Championnat UNAF 2010                                         |
| 22                                                            | 23 septembre 2010                                             | 2 - 4                                                         | Tunisie                                                       | Misrata                                                       | Championnat UNAF 2010                                         |
| 23                                                            | 24 septembre 2010                                             | 2 - 12                                                        | Libye                                                         | Misrata                                                       | Championnat UNAF 2010                                         |
| 24                                                            | 25 septembre 2010                                             | 1 - 11                                                        | Palestine                                                     | Misrata                                                       | Championnat UNAF 2010                                         |
| 25                                                            | 2 novembre 2010                                               | 0 - 4                                                         | France                                                        | Tripoli                                                       | Coupe méditerranéenne 2010                                    |
| 26                                                            | 3 novembre 2010                                               | 1 - 11                                                        | Slovénie                                                      | Tripoli                                                       | Coupe méditerranéenne 2010                                    |
| 27                                                            | 5 novembre 2010                                               | 6 - 2                                                         | Albanie                                                       | Tripoli                                                       | Coupe méditerranéenne 2010                                    |
| 28                                                            | 6 novembre 2010                                               | 2 - 1                                                         | Malte                                                         | Tripoli                                                       | Coupe méditerranéenne 2010                                    |
| 29                                                            | 8 novembre 2010                                               | 4 - 5                                                         | Turquie                                                       | Tripoli                                                       | Coupe méditerranéenne 2010                                    |
| 30                                                            | 9 novembre 2010                                               | 1 - 3                                                         | Albanie                                                       | Tripoli                                                       | Coupe méditerranéenne 2010                                    |

## Personnalités

### Encadrement
Pour la Coupe du monde 1989, le sélectionneur algérien est Amar Rouai.
Lors du championnat arabe des nations en janvier 2007, la délégation algérienne est conduite par Chafi Kada, président de la commission de Futsal de la FAF.
Lors du troisième championnat de futsal de l’Union nord-africaine de football (UNAF) en 2010, l’entraîneur de la sélection algérienne est Tolba Yahya.
Lors du retour de la sélection en 2019, l'entraîneur franco-algérien Nordine Benamrouche est choisi comme responsable de l'équipe. Il est aidé par Abdenour Addani.

### Joueurs notables
Lors de ses premières sorties, à la Coupe du monde 1989 et aux Jeux méditerranéens début des années 2000, l'équipe d'Algérie est constituée uniquement des footballeurs ou jeunes retraités de la pratique sur herbe.
Sélection au Mondial 1989 :
- 1 - Benbella Benmiloud , 2 - Ali Benhalima , 3 - Cherif Guettai, 4 - Samir Belamri, 5 - Abderrahmane Dahnoune, 6 - Amirouche Lalili, 7 - Mohamed Bouhdjar, 8 - Mustapha Boukar, 9 - Khaled Lounici, 10 - Lakhdar Belloumi, 11 - Abdelhafid Tasfaout, 12 - Mohamed Benchiha, 13 - Abdeslem Benabdellah.
- Entraîneur : Amar Rouai

En 2020, l’Algérie aligne pour la première fois une sélection nationale composée uniquement de spécialiste du futsal, jouant toute l’année dans différents championnats nationaux futsal (France, Belgique, Algérie).